# Ніжинська стіна героїв
Ніжинська стіна героїв — стіна на будинку XIX століття в Ніжині на початку вулиці Широкомагерської, на якій за ініціативою й безпосередньою участю Громадської ініціативи «Почесна Варта» і громади міста, встановлено меморіальні дошки історичним особам, пов'язаним з Ніжином.

## Історія створення
22 січня 2018 року, на громадських зборах в Ніжині, присвячених 100-річчю проголошення незалежності Української Народної Республіки, було прийнято рішення, про вшанування командирів Армії УНР, які боролися за незажність і були пов'язані з містом. Було створено організаційний комітет, який звернувся до органів місцевого самоврядування, з відповідними пропозиціями та зверненнями.
23 травня 2018 року, організаційний комітет погодив зміну концепції, оголосивши про створення «Ніжинської стіни героїв».

### Організаційний комітет
- Андрієць Валентин Дмитрович — підприємець, меценат.
- Гладкий Микола Васильович — підприємець, меценат.
- Кавич Ігор Євгенович — громадський діяч.
- Коваленко Сергій Станіславович
- Матюнін Ігор Анатолійович — громадський діяч, меценат.
- Соцька Любов Євгенівна — архітектор, громадський діяч.
- Смєлковський Іван Ігорович — підприємець, меценат.
- Попович Владислав Миколайович
- Шалай Ігор Віталійович та Олександр Віталійович — депутати Ніжинської міської ради.
- Шкурко Микола Пантелійович — підприємець, громадський діяч, меценат.

### Перебіг подій
- 23 травня 2018 року, відповідно до рішення виконавчого комітету Ніжинської міської ради, відбулося урочисте відкриття меморіальних дощок на честь Миколи Росіневича, Івана Хімченка, Михайла Шкляренка.[1]
- 14 жовтня 2018 року, урочисте відкриття на честь Романа Бжеського, Павла Шандрука, Йосипа Позичанюка і Андрія Юрги[2],[3].
- 23 листопада 2018 року відкриттям меморіальних дощок на честь Ніжинських полковників Війська Запорозького Прокопа Шумейка, Івана Золотаренка, Романа Ракушки-Романовського, Григорія Гуляницького, а також ніжинця Олексія Шепелюка, що загинув 2014 року у боях з агресією Російської Федерації, завершено формування 1-ї черги Ніжинської стіни Героїв[4],[5].

## Галерея

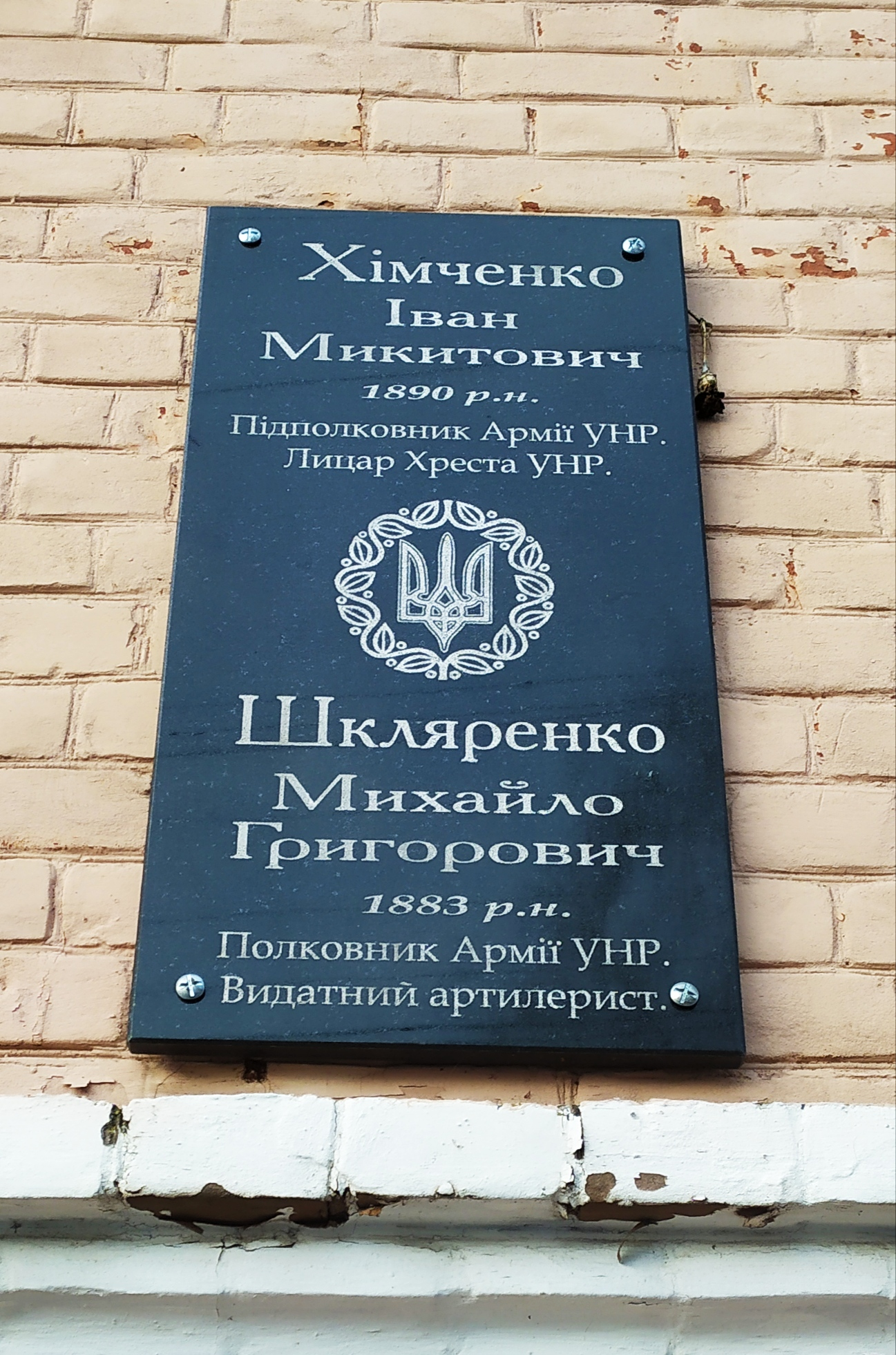
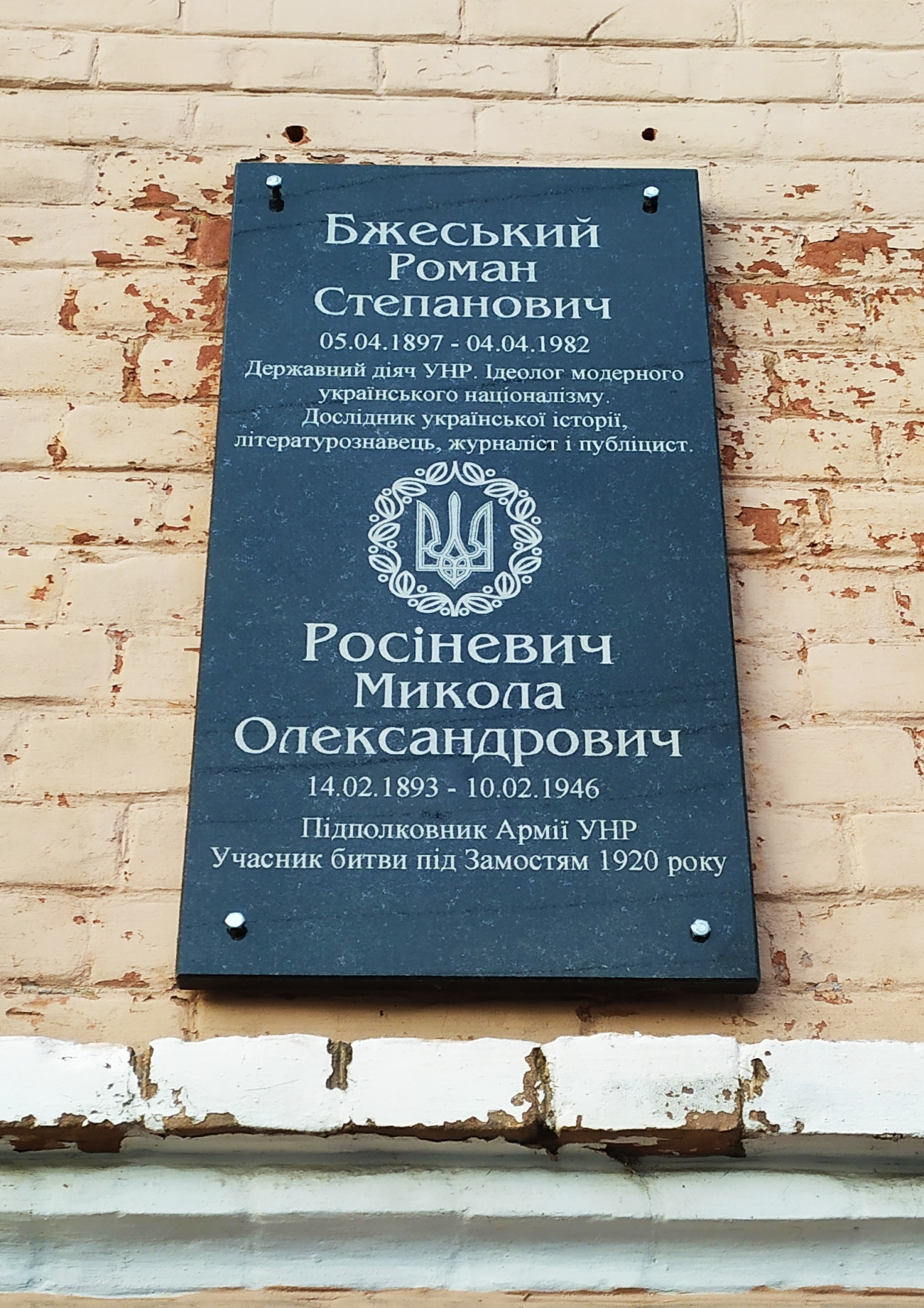
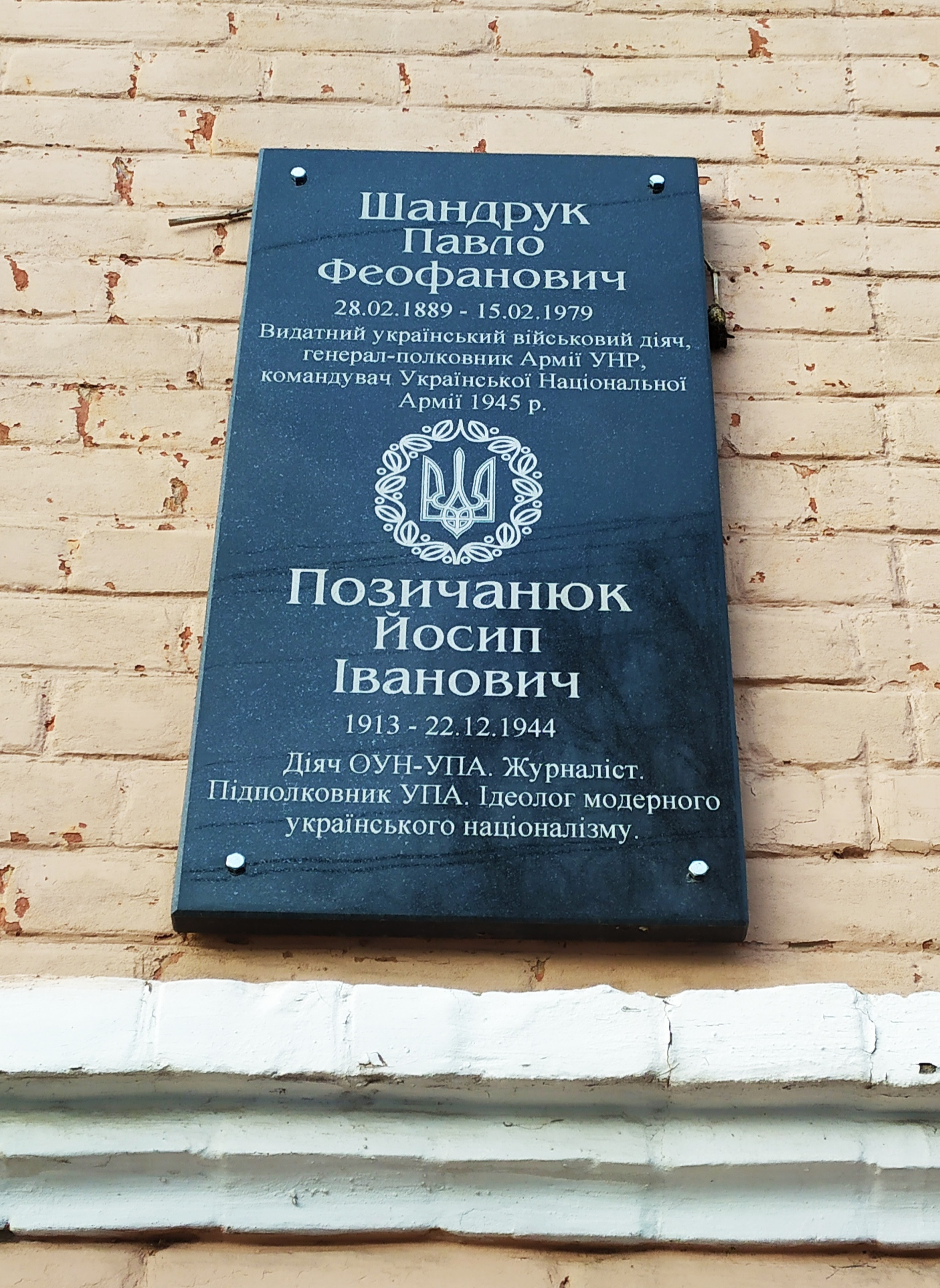
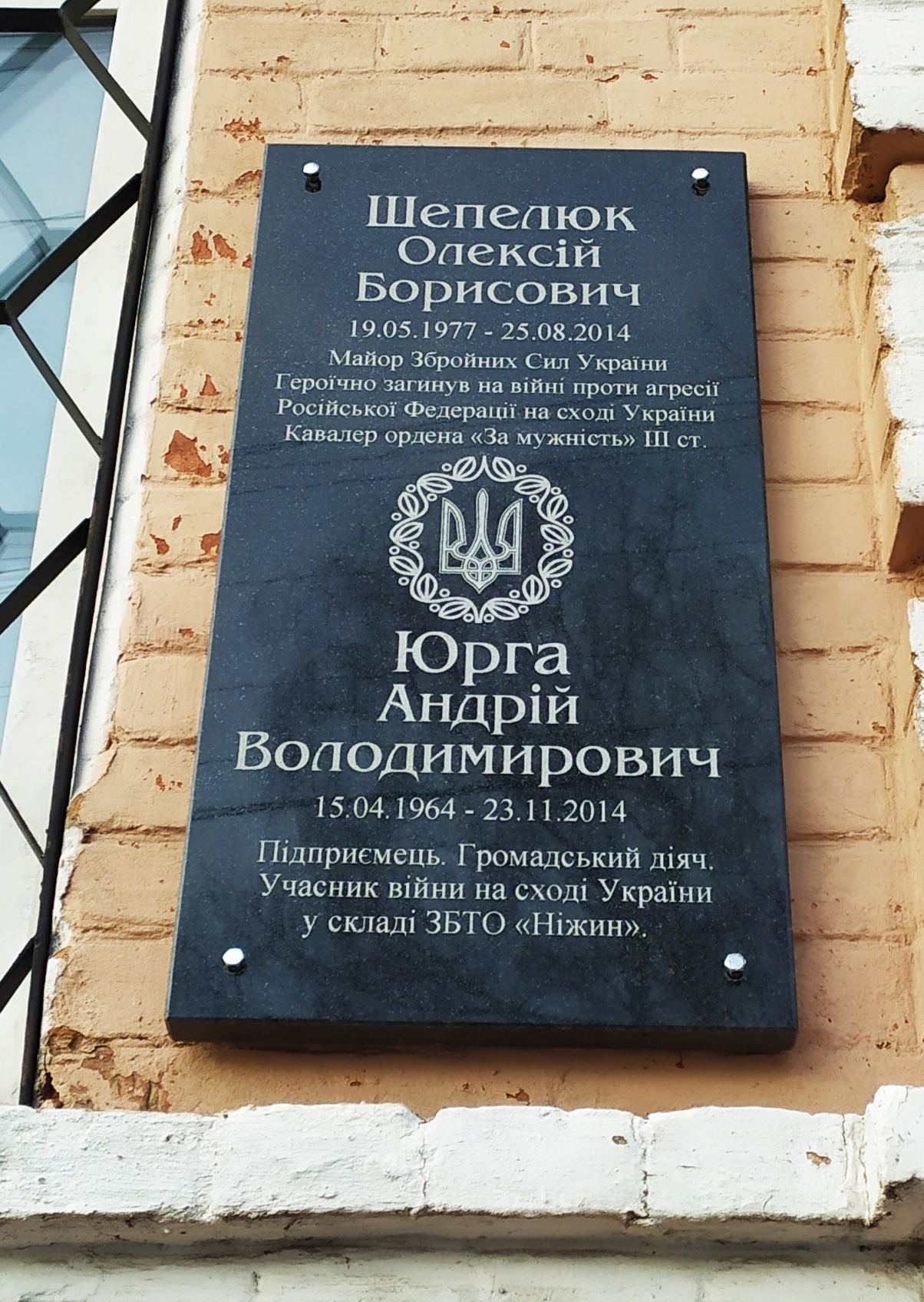
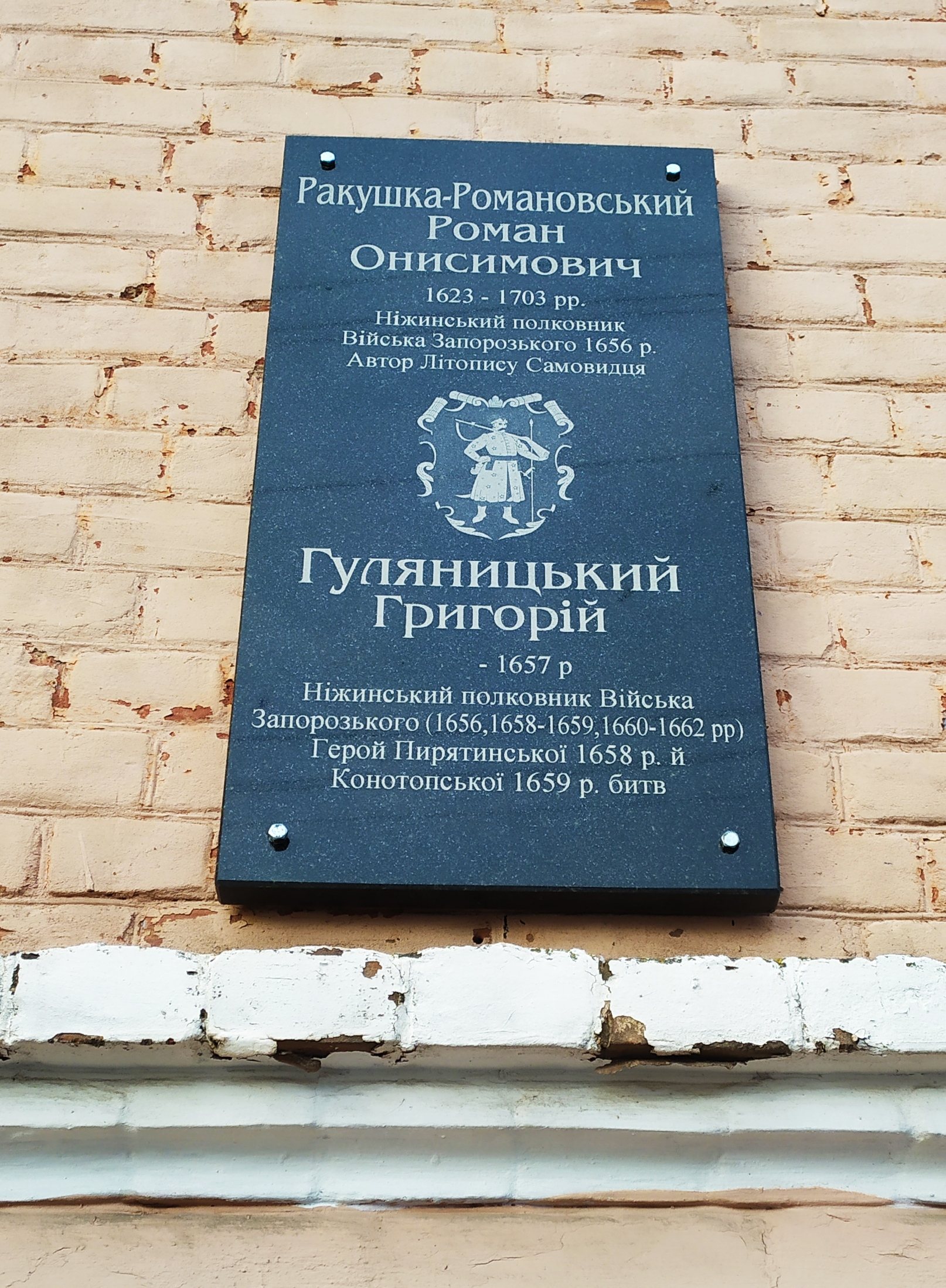
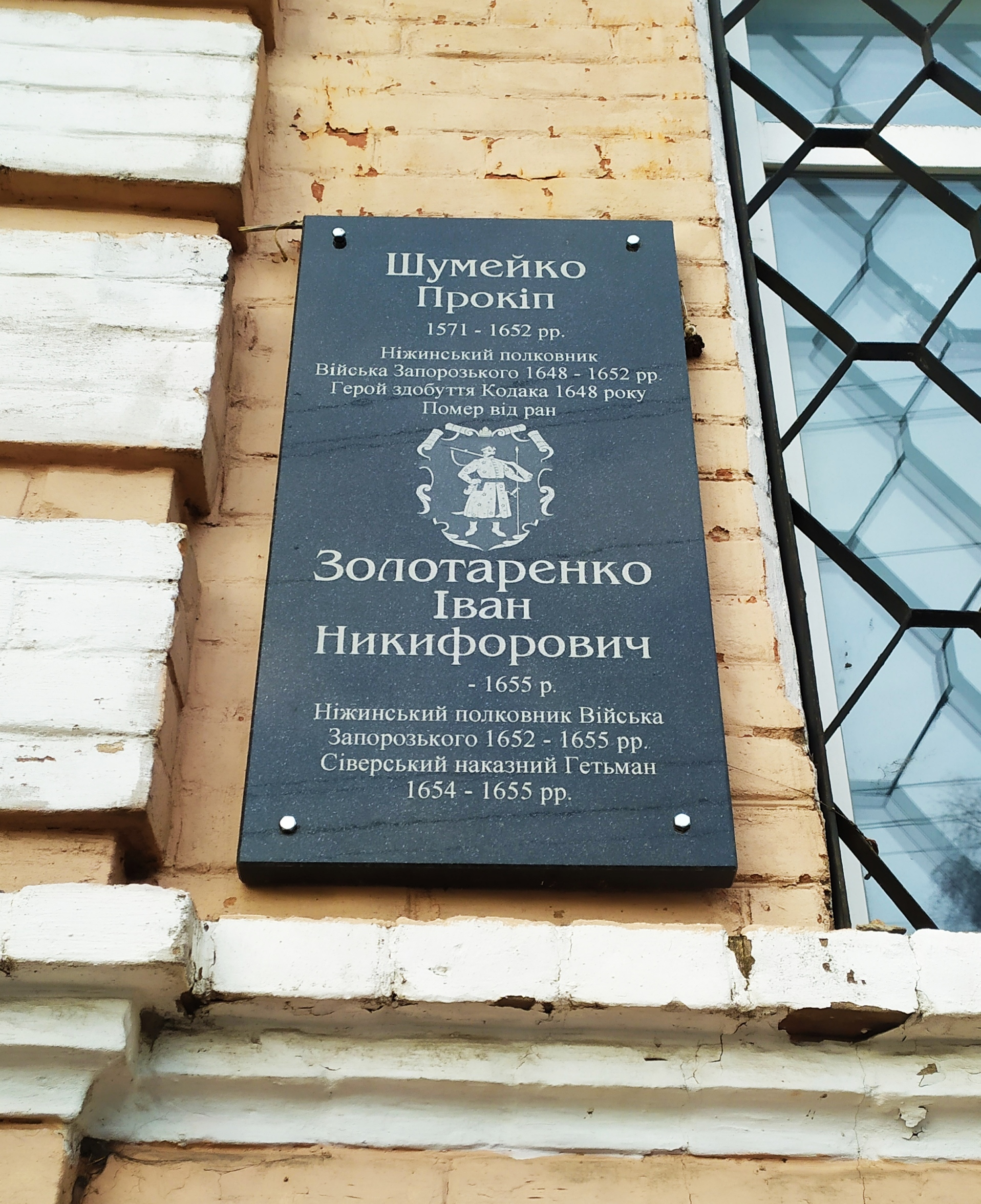